# Stelis kareniae
Stelis kareniae är en orkidéart som beskrevs av Carlyle August Luer. Stelis kareniae ingår i släktet Stelis och familjen orkidéer. Inga underarter finns listade i Catalogue of Life.